# アン・ソヒ
アン・ソヒ（안소희、1992年6月27日 - ）は、韓国の女優・元Wonder Girls メンバー。

## 来歴
- 2004年、12歳で子役としてショートフィルム「The Synesthesia for Overtone Construction」に主演。同年、オーディションに合格し JYPエンターテインメントの練習生となる
- 2007年2月、訓練期間を経て、アイドルグループWonder Girls としてデビュー（「Wonder Girls」を参照）
- 2013年12月12日付で、JYPエンターテイメントと専属契約が終了したソヒは演技の道へ進むため再契約を拒否し、Wonder Girls を脱退
- 2014年2月、BHエンターテイメントに移籍
- 2015年9月、KeyEastに移籍（2018年に離脱）
- 2016年、新感染 ファイナル・エクスプレスに女子高校生役で出演
- 2017年、A Single Rider出演
- 2019年、Welcome to Waikiki 2出演

## 出演

### 映画
- セシボン（2015年）

- 新感染 ファイナル・エクスプレス（2016年） - キム・ジニ 役

- A Single Rider（2017年） - ジナ 役

### ドラマ
- Heart to Heart-ハート・トゥーハート-（2015年、tvN） - コ・セロ 役
- ウェルカム トゥ ワイキキ2（英語版）（2019年、JTBC） - ジョン・ウニ 役[2]
- ミッシング～彼らがいた～（2020年、OCN） - イ・ジョンア 役
- ドラマステージ2021「かまってちゃん」（2021年、tvN）
- ミッシング～彼らがいた～2（2022年、tvN） - イ・ジョンア役[3]